# SLIM
Smart Lander for Investigating Moon
SLIM (en anglais : Smart Lander for Investigating Moon ; litt. « Atterrisseur intelligent pour enquêter sur la Lune ») est une sonde spatiale lunaire développée par l'Agence d’exploration aérospatiale japonaise JAXA et construite par Mitsubishi Electric. La sonde consiste en un petit atterrisseur d'une masse d'environ 730 kg équipé d'un seul instrument scientifique, une caméra multispectrale (MBC) chargée d'analyser les roches.
Les objectifs principaux de la mission sont de mettre en œuvre un système d'atterrissage d'une grande précision et de démontrer la viabilité des sondes d'exploration de petite taille. D'un point de vue scientifique, le but est en particulier d'identifier des roches pouvant provenir du manteau lunaire afin d'étudier le processus de formation de la Lune.
La mission décolle le 7 septembre 2023 et se pose à la surface de la Lune le 19 janvier 2024. À la suite de la défaillance partielle de la propulsion, l'atterrissage ne se déroule pas dans des conditions planifiées et les panneaux solaires sont mal orientés. Néanmoins, l'engin spatial parvient à déployer deux minis robots et à transmettre les images prises durant la descente et une fois posé à la surface. Par ailleurs, la sonde spatiale atteint son objectif principal en se posant à moins de 50 mètres du site visé.

## Historique du projet

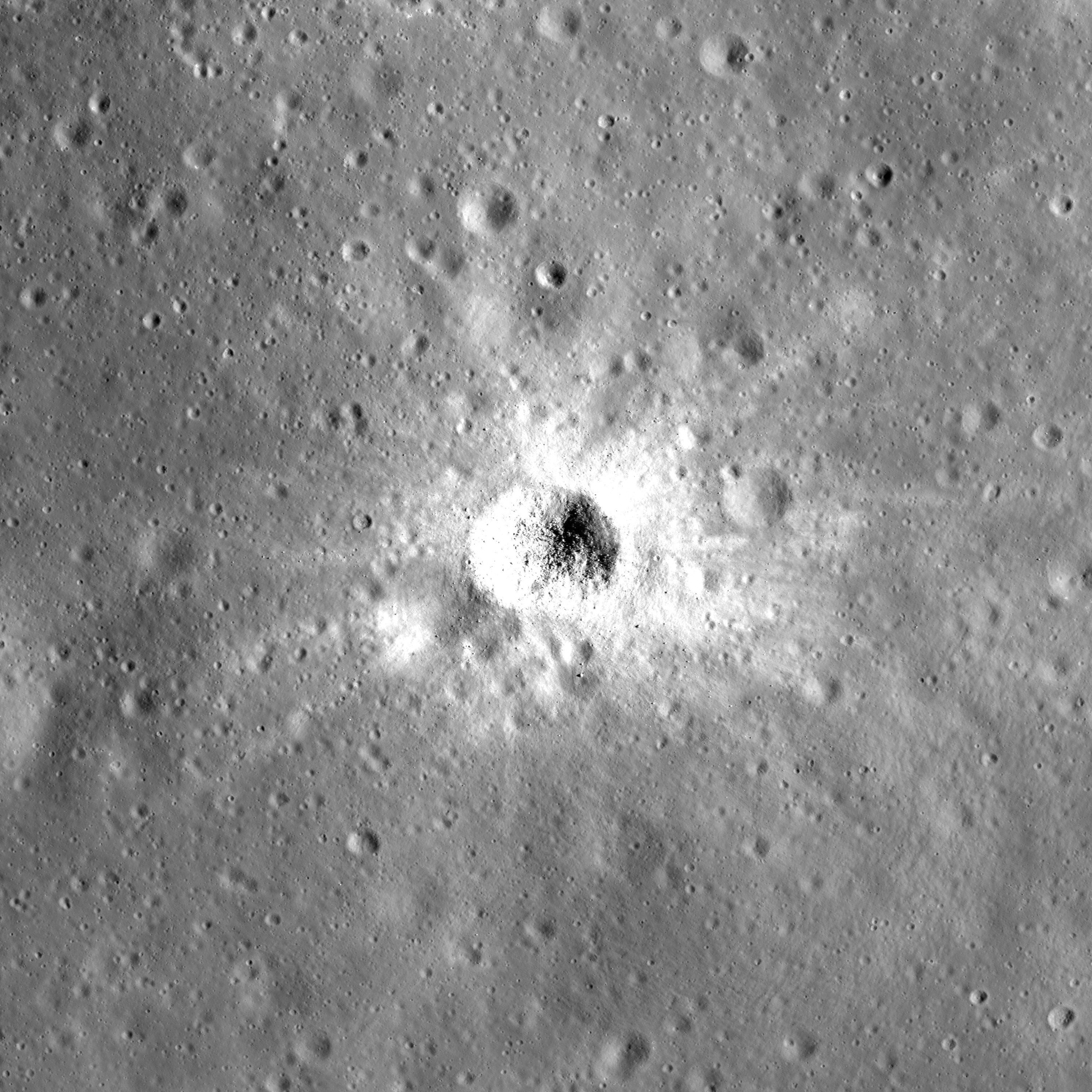
Image de la lune capturé avec la sonde spatiale SLIM

La mission SLIM est la quatrième mission de l'agence spatiale japonaise à destination de la Lune. Les deux premières missions étaient des orbiteurs : Hiten (1990-1993) et SELENE (2007-2009). En 2022, une start-up japonaise (ispace) lance Hakuto-R M1, un atterrisseur de petite taille développé en interne qui parvient à s'insérer en orbite autour de la Lune mais qui est victime d'une défaillance durant sa descente vers le sol. Toujours en 2022, l'agence spatiale japonaise envoie à bord de la mission américaine Artemis I son petit atterrisseur OMOTENASHI qui est victime de défaillances en transit vers la Lune. SLIM est la seconde mission développée par l'agence spatiale japonaise qui doit se poser à la surface de la Lune. Il s'agit d'un engin spatial de relativement petite taille dont les objectifs sont surtout technologiques.
En mai 2016, Mitsubishi Electric est chargé de la construction de la sonde spatiale. Le coût du projet est estimé à 18 milliards de yen (environ 140 millions d'euros). En 2017, la mission XRISM, un observatoire spatial à rayon X développé en remplacement de Hitomi, un projet similaire qui fut perdu peu après son lancement en 2016, rencontre d'importants dépassements budgétaires qui exercent une pression sur les finances de la JAXA. Le gouvernement japonais décide alors d'annuler le vol de la fusée Epsilon qui était chargée de lancer SLIM afin de libérer des fonds pour d'autres programmes. En conséquence, le décollage est planifié sur une fusée H-IIA en janvier 2022 de façon conjointe avec le satellite XRISM, mais le retard pris dans la mise au point de ce dernier amène à repousser le lancement à 2023.

## Objectifs
SLIM est principalement une mission technologique destinée à valider les technologies permettant l'atterrissage de précision et de réaliser des équipements utilisables sur une sonde spatiale de petite taille.

### Objectif technologique
L'objectif principal de la mission, qui lui vaut le surnom de Moon Sniper, est de mettre en œuvre une méthode précise d'atterrissage sur la Lune, à moins de 100 mètres du point visé contre plusieurs kilomètres pour les sondes précédentes. En l'occurrence, SLIM vise le petit cratère Shioli (270 m) situé dans le grand cratère Cyrillus au nord de Mare Nectaris.
Le but est de permettre par la suite de viser des régions plus difficiles d'accès avec un fort intérêt scientifique, plutôt que des régions où il est aisé de se poser mais avec un potentiel scientifique moindre. SLIM est également un atterrisseur lunaire de faible dimension voué à démontrer la viabilité de cette architecture pour de futures sondes, notamment lors de mission de retour d'échantillons lunaires.

### Objectifs scientifiques
Les objectifs scientifiques de la mission se concentrent autour de l'origine et du mécanisme de formation de la Lune. Dans ce but, elle doit utiliser sa capacité d'atterrissage de précision pour se poser dans Mare Nectaris, une des mers lunaires présentes sur la face visible, à la recherche de roches originaires du manteau lunaire excavées par des impacts de météorites. L'objectif est notamment de trouver des minéraux d'olivine, un marqueur des roches formées dans le manteau, afin de les comparer avec leurs homologues terrestres. Cela doit permettre d'étudier les théories sur le processus de formation de la Lune, notamment celle de l'impact géant. En cela, la mission s'appuie sur les résultats de la précédente mission lunaire japonaise SELENE qui identifia plusieurs sites prometteurs.

## Caractéristiques techniques
SLIM est de faibles dimensions avec environ 2,7 mètres de longueur, 1,7 mètre de largeur pour 2,4 mètres de hauteur. La sonde a une masse de 730 kilogrammes environ dont 530 kilogrammes d'ergols à savoir de l'hydrazine et du MON-3, ces derniers constituant plus de 70 % de sa masse totale. Cette proportion très élevée d'ergols s'explique notamment par le fait que la sonde n'est pas injectée directement dans une trajectoire de transfert vers la Lune, de la même manière que Beresheet ou encore Chang'e 1, et doit donc utiliser une part de sa propulsion pour se rendre en orbite lunaire. Pour limiter la masse de la sonde au maximum, plusieurs techniques innovantes sont employées : tuyère en céramique (version améliorée des tuyères de la sonde spatiale Akatsuki), recours à la mousse d'aluminium pour le train d'atterrissage, réservoirs jouant un rôle structurel, panneaux solaires ultra-légers. Deux moteurs de 500 newtons chacun assurent la propulsion principale, tandis que 12 moteurs de 20 newtons chacun sont chargées du contrôle d'attitude et des manœuvres de faibles amplitudes. La sonde comprend plusieurs capteurs dont des caméras de navigation, un radar doté de deux antennes pour l'atterrissage, un télémètre laser et une centrale à inertie. Les communications avec le centre de contrôle se font en bande S.
La sonde emploie une configuration originale pour un atterrisseur lunaire, les moteurs principaux chargés de ralentir la descente ne se situant pas sous la sonde entouré des pieds d'atterrissage mais sur le côté. Après l'extinction de ces moteurs à quelques mètres de la surface lunaire, les propulseurs d'attitude font basculer l'engin de 90° afin qu'il se réceptionne à l'aide de ses 5 trains d'atterrissage. Le système embarqué de la sonde devant lui permettre de se poser avec une grande précision (un rayon de 100 mètres autour du point visé) repose sur des logiciels analysant les données récoltées par les caméras de navigation et le radar. La durée de vie de la sonde une fois posée sur la Lune est de quelques jours,, la sonde ne pouvant pas survivre à la nuit lunaire (qui dure 14 jours terrestres), car son électronique ne dispose pas d'éléments chauffants à radioisotope, pour sa protection contre le froid.

## Instrument scientifique
La sonde emporte un seul instrument scientifique. La caméra Multi-Band Camera (MBC) est chargée d'étudier le spectre d'absorption des roches environnantes afin d'en déduire leur composition. Il s'agit d'une caméra multispectrale composé d'un capteur photo, d'un téléobjectif, d'une roue à filtres comportant 10 filtres passe-bande et d'un miroir orientable permettant de modifier la zone observée sans déplacement mécanique de la caméra. L'instrument comprend deux sous-ensembles : la partie optique MBC-H (camera head) et le détecteur et l'électronique MBC-E (pour electric). MBC est capable d'observer une zone située entre 1,5 et 30 mètres de distance, avec une résolution de 640 × 512 pixels pour un champ de vue d'un diamètre de 4 degrés. Le miroir orientable permet de changer l'orientation horizontale de 50° et l'orientation verticale de 70°. L'instrument fonctionne dans le visible et le proche infrarouge : ses 10 filtres passe-bande s'échelonnent entre 700 et 1 700 nm avec une largeur de bande de 30 nm. MBC doit être utilisé durant la phase de transit pour photographier la Terre et la Lune. Une fois la sonde posée sur la surface lunaire, l'instrument doit prendre plusieurs panoramas des roches environnantes pour que le personnel au sol puisse les classifier et sélectionner les plus intéressantes. Les cibles retenues sont ensuite observées dans différentes bandes spectrales en utilisant les différents filtres passe-bande.

## Mini-astromobiles
L'atterrisseur doit déposer sur le sol lunaire deux démonstrateurs technologiques de petits rovers, les Lunar Excursion Vehicle (LEV) :
- LEV-1 est un robot autonome capable de se déplacer par bonds, pesant 2,1 kg pour 40 cm de large[10]. Il est équipé de deux caméras grand angle, d'un thermomètre, d'un radiamètre et d'un inclinomètre mais surtout d'une antenne UHF capable de communiquer directement avec la Terre et de relayer les images de Sora-Q.
- LEV-2, encore appelé Sora-Q, est un robot transformable ultra-compact (8 cm et 250 g seulement) roulant équipé de deux caméras[11]. Un premier exemplaire de Sora-Q a été lancé en 2022 à bord de la mission privée Hakuto-R M1 qui s'écrase finalement sur la Lune en 2023. Le Sora-Q est particulièrement connu pour sa ressemblance avec un jouet, la firme l'ayant conçu, Takara Tomy, étant un fabricant de jouets et ayant commercialisé une réplique pilotable sous le nom de Sora-Q Flagship Model[12].

## Déroulement de la mission

### Lancement et transfert vers la Lune
SLIM décolle à bord d'un lanceur japonais H-IIA depuis la base de lancement de Tanegashima le 7 septembre 2023 qui emporte également le télescope spatial à rayons X XRISM développé conjointement par le Japon et la NASA.
L'engin spatial utilise le transfert à faible énergie. Il est placé initialement sur une orbite terrestre très elliptique. Pour minimiser la quantité d'ergols emportés, la trajectoire empruntée pour se placer en orbite vers la Lune n'est pas directe et la durée de cette phase de transit jusqu'à sa destination dure plusieurs mois. La sonde spatiale utilise d'abord sa propre propulsion pour augmenter l'altitude de son apogée jusqu'à dépasser la trajectoire de la Lune. En survolant la Lune le 4 octobre à une distance de 5000 kilomètres avec une vitesse de 1,47 km/s, elle utilise l'assistance gravitationnelle de celle-ci pour se placer sur une orbite encore beaucoup plus haute. Cette orbite la ramène vers la Lune fin 2023, environ quatre mois après son lancement. Lors d'un nouveau survol le 25 décembre 2023 elle s'insère à l'aide de sa propre propulsion dans une orbite lunaire elliptique de 600 × 1 000 kilomètres,,,.

Trajectoire de SLIM
Orbites de SLIM autour de la Terre
Injection de SLIM autour de la Lune

### Atterrissage

#### Manœuvre planifiée
La sonde doit commencer sa séquence d'atterrissage le 19 janvier après avoir abaissé son périlune à 15 kilomètres d'altitude, en allumant sa propulsion principale dans le sens inverse de son déplacement. Au cours de cette phase, les moteurs doivent s'éteindre à quatre reprises durant 40 secondes afin que la sonde oriente ses caméras vers la surface de la Lune. Elle doit photographier cette dernière pour en déduire son altitude et sa vitesse, dans le but de corriger par la suite sa trajectoire et ainsi augmenter la précision vis-à-vis du site d'atterrissage visé. Une fois que la sonde est au-dessus de son objectif à environ 3,5 kilomètres de la surface, elle doit commencer une phase de descente pratiquement verticale tout en mesurant son altitude à l'aide de son radar embarqué. Lorsque la sonde n'est plus qu'à 50 mètres du sol, elle doit analyser le terrain et se déplacer horizontalement vers un site sans obstacle. Arrivée à 3 mètres du sol, elle doit éteindre son propulseur principal et se laisser tomber tout en contrôlant son attitude. Le train d'atterrissage principal doit amortir l'impact au sol, puis la sonde doit basculer afin de se stabiliser à l'aide de ses quatre trains auxiliaires,. Il y a donc cinq trains en tout.

#### Atterrissage effectif et mission
La sonde spatiale SLIM se pose dans le cratère Shioli le 19 janvier à 0h20, heure de Tokyo et transmet immédiatement des données qui permettent d'établir que l'objectif de précision a été atteint. Après les échecs des atterrisseurs Omotenashi en 2022 et Hakuto-R M1 en 2023, c'est la première fois que le Japon parvient à poser un engin spatial sur la Lune. Le pays devient ainsi le cinquième pays à poser un appareil sur la Lune après l'URSS, les États-Unis, la Chine et l'Inde. En revanche, la sonde s'est posée sur le nez et les panneaux solaires sont tournés dans une direction opposée à celle du Soleil. L'énergie est fournie par les batteries, ce qui condamne l'engin spatial à court terme. Aussi, la JAXA coupe l'alimentation électrique de la plupart des équipements de la sonde trois heures après son alunissage (le taux de charge des batteries n'est plus que de 12%) en tablant sur le fait que le déplacement du Soleil dans le ciel finira par éclairer les panneaux solaires avant la fin de la journée lunaire (14 jours terrestres) qui s'achèvera le 1er février. Effectivement, le Soleil finit par éclairer les panneaux de la sonde qui est réactivée le 29 janvier. Elle reprend aussitôt ses opérations. Elle ne peut poursuivre ses opérations que jusqu'au crépuscule lunaire et est remise en hibernation pour la nuit qui tombe le 1er février.
À la surprise générale, un mois plus tard, soit le 25 février, la JAXA parvient à rétablir le contact avec la sonde, qui n'est pourtant pas conçue pour survivre à la nuit lunaire. À ce moment-là, la sonde est confrontée au problème inverse : le Soleil étant trop haut dans le ciel, la sonde est portée à une température trop élevée et est donc rapidement éteinte, en attendant le crépuscule.
Le 28 mars 2024, SLIM se réveille après une seconde nuit lunaire,.
Le 24 avril 2024, SLIM se réveille après une troisième nuit lunaire,.
Les 24 et 25 mai 2024, la JAXA envoie des commandes à SLIM mais aucune confirmation de réception n'est reçue. L'agence réessaie le 27 mai, toujours sans résultat alors que le Soleil se couche sur le site. L'agence prévoit alors de réessayer au prochain jour lunaire, un mois plus tard. Cependant, fin juin, la JAXA ne parvient toujours pas à rétablir le contact avec SLIM. La JAXA tente encore de reprendre contact avec la sonde, jusqu'au 23 août 2024, sans succès. L'agence met alors fin à la mission,.

### Origine de la défaillance
Les télémesures transmises par la sonde spatiale au centre de contrôle permettent d'établir que l'un des deux moteurs principaux est tombé en panne alors que SLIM n'était plus qu'à 50 mètres du sol juste avant que la sonde stabilise son altitude et commence à se déplacer horizontalement pour trouver une zone d'atterrissage dépourvue d'obstacles. L'un des deux moteurs s'est arrêté et sa tuyère s'est détachée. L'autre moteur est parvenu à compenser cette perte durant la première partie de la phase finale de descente qui s'est effectuée à une vitesse verticale comprise entre 2 et 3 mètres par seconde mais sa vitesse horizontale n'a pu être réduite et celle-ci était de 9 m/s (environ 30 km/h) au moment de l'atterrissage. Pour cette raison, la sonde spatiale a culbuté et s'est retrouvée posée sur le nez.
Le moteur-fusée principal OME, source de la défaillance, présente des caractéristiques uniques. Sa chambre de combustion est réalisée en céramique de nitrure de silicium capable de résister à des températures de 1500 °C tandis que la tuyère est en niobium. Or la soudure entre ces deux types de matériau est difficile à réaliser, ce qui est sans doute à l'origine de l'incident. Par ailleurs, les caractéristiques de ce moteur sont très proches celles de la sonde vénusienne Akatsuki lancée par l'agence spatiale japonaise en 2010 qui avait été également touchée par une défaillance de sa propulsion principale.

## Résultats de la mission
L'objectif principal de la mission qui était de poser SLIM à moins de 100 mètres du point visé est parfaitement rempli puisque, malgré la défaillance de la propulsion, la sonde spatiale s'est posée à une distance de 55 mètres. Au moment de l'incident, la sonde spatiale était sur le point de se poser avec une précision record de 3 à 4 mètres. Cette précision a été obtenue grâce au système de navigation optique qui a analysé à 14 reprises les images du terrain.
Avant d'être plongée en hibernation, SLIM a pris à l'aide de sa caméra de navigation et de la caméra MBC 257 images du terrain environnant et les a transmises vers la Terre où elles ont été réceptionnées d'abord par la station terrienne principale japonaise puis par les antennes du Deep Space Network de la NASA. Les télémesures contenant les données sur le fonctionnement de SLIM ont également pu être transmises. Les deux petits robots LEV-1 et LEV-2 qui ont été éjectés par SLIM alors que la sonde spatiale n'était plus qu'à 5 mètres d'altitude ont parfaitement fonctionné. LEV-2 a pris des images de SLIM posé au sol qui ont été directement relayées vers la Terre par LEV-1.

### Dossier de presse de l'agence spatiale japonaise
- (en) JAXA, SLIM Project Press Kit, 2023, 26 p. (lire en ligne)